# Югрин, Эдуард Анатольевич
Эдуард Анатольевич Югрин (9 сентября 1968, Свердловск, СССР) — советский и российский футболист, правый защитник. В Высшей лиге России сыграл 41 матч, забил 1 гол.

## Карьера
Воспитанник набережно-челнинского футбола. До десятого класса играл вратарём.
На уровне команд мастеров дебютировал в 1987 году в составе челнинской «Турбины», на следующий год перешёл в другой челнинский клуб — «Торпедо» (позднее — ФК «КАМАЗ»).
В составе «КАМАЗа» Эдуард Югрин выступал во второй лиге СССР, а в 1992 году стал победителем зонального турнира первой лиги России. В первом сезоне в Высшей лиге (1993 год) Югрин сыграл 2 матча, и сделал перерыв в профессиональной карьере. В это время работал на предприятии по изготовлению редукторов, но связи с командой не терял. В 1996 году он вернулся в «КАМАЗ», за 2 сезона сыграл 39 матчей в чемпионате, а также принимал участие в матчах Кубка Интертото. В матче с «Мюнхеном 1860» он получил травму головы, но несмотря на это доиграл матч до конца. Свой единственный гол в Высшей лиге Эдуард забил в 1997 году в победном матче против московского «Спартака» (2:1). В 1998 году Эдуард Югрин выступал за «КАМАЗ» в первом дивизионе, после чего завершил профессиональную карьеру.
В 2001 году, играя за любительскую команду «Барс» (Набережные Челны) в чемпионате Татарстана, избил судью и был пожизненно дисквалифицирован.

## После завершения карьеры
В 2001 году получил 13 лет тюремного заключения по приговору, как участник челнинской ОПГ «29 комплекс». В 2014 году вернулся из мест заключения, сейчас работает, выступает в ветеранской футбольной команде «КАМАЗ».